# Афанасово (Волоколамский район)
Афанасово — деревня в Волоколамском районе Московской области России. Относится к Ярополецкому сельскому поселению, до муниципальной реформы 2006 года относилась к Курьяновскому сельскому округу.

## Население
| 1852 | 1859 | 1926 | 2002 | 2006 | 2010 | 2013 |
| ---- | ---- | ---- | ---- | ---- | ---- | ---- |
| 112  | ↘96  | ↗272 | ↘56  | ↗59  | ↗69  | ↗72  |
| 2014 | 2015 | 2016 |      |      |      |      |
| ↘68  | ↗71  | ↗74  |      |      |      |      |

## Расположение
Деревня Афанасово расположена у федеральной автодороги «Балтия» М9, примерно в 13 км к западу от центра города Волоколамска, на правом берегу реки Фроловки (бассейн Иваньковского водохранилища). Ближайшие населённые пункты — деревня Курьяново и село Ильинское. В деревне две улицы — Главная и Ильинская. Автобусное сообщение с городами Волоколамском, Москвой, Ржевом, а также с посёлком городского типа Шаховская.

## Исторические сведения
В «Списке населённых мест» 1862 года Афонасово — владельческая деревня 1-го стана Волоколамского уезда Московской губернии по левую сторону Московского тракта, от границы Зубцовского уезда на город Волоколамск, в 14 верстах от уездного города, при пруде, с 11 дворами и 96 жителями (52 мужчины, 44 женщины).
По данным на 1890 год входила в состав Бухоловской волости Волоколамского уезда, число душ мужского пола составляло 151 человек.
В 1913 году — 55 дворов.
По материалам Всесоюзной переписи населения 1926 года — деревня Курьяновского сельсовета, проживало 272 жителя (115 мужчин, 157 женщин), насчитывалось 50 крестьянских хозяйств.
С 1929 года — населённый пункт в составе Волоколамского района Московской области.